# Caratacus
Caratacus (Brythonisch *Caratācos, Grieks Καράτακος; met als varianten Caractacus en Καρτάκης) was een historische Britse leider van de stam der Catuvellauni, die de Britse opstand tegen de Romeinse inval leidde. 
Caratacus was de zoon van de koning der Catuvellani, Cunobellinus (10-43 n.Chr). De vader van Caratacus had Zuidoost-Britannia onder zijn hegemonie gebracht en zijn residentie van Verulamium (het tegenwoordige St. Albans) naar Camelodunum (huidige Colchester) verplaatst.
Caratacus werd in 43 n.Chr. door het Romeinse expeditieleger onder Aulus Plautius Silvanus verslagen en vluchtte naar de Siluren (in Zuidoost-Wales). Aan het hoofd van dezen werd hij in 51 n.Chr. wederom overwonnen door de stadhouder Publius Ostorius Scapula. Daarna week hij uit naar de Brigantes, wier koningin Cartimandua hem echter aan de Romeinen uitleverde.
Hij werd vervolgens te Rome als krijgsgevangene in de triomftocht meegevoerd, maar door keizer Claudius begenadigd.